# Bachowice
Bachowice ist eine Ortschaft mit einem Schulzenamt der Landgemeinde Spytkowice im Powiat Wadowicki der Woiwodschaft Kleinpolen in Polen.

## Geographie
Der Ort liegt am Bach Bachówka, einem rechten Zufluss der Weichsel. Die Nachbarorte sind Spytkowice im Norden, Ryczów im Osten, Zygodowice im Südosten, Woźniki im Süden, sowie Laskowa und Grodzisko im Westen.

## Geschichte

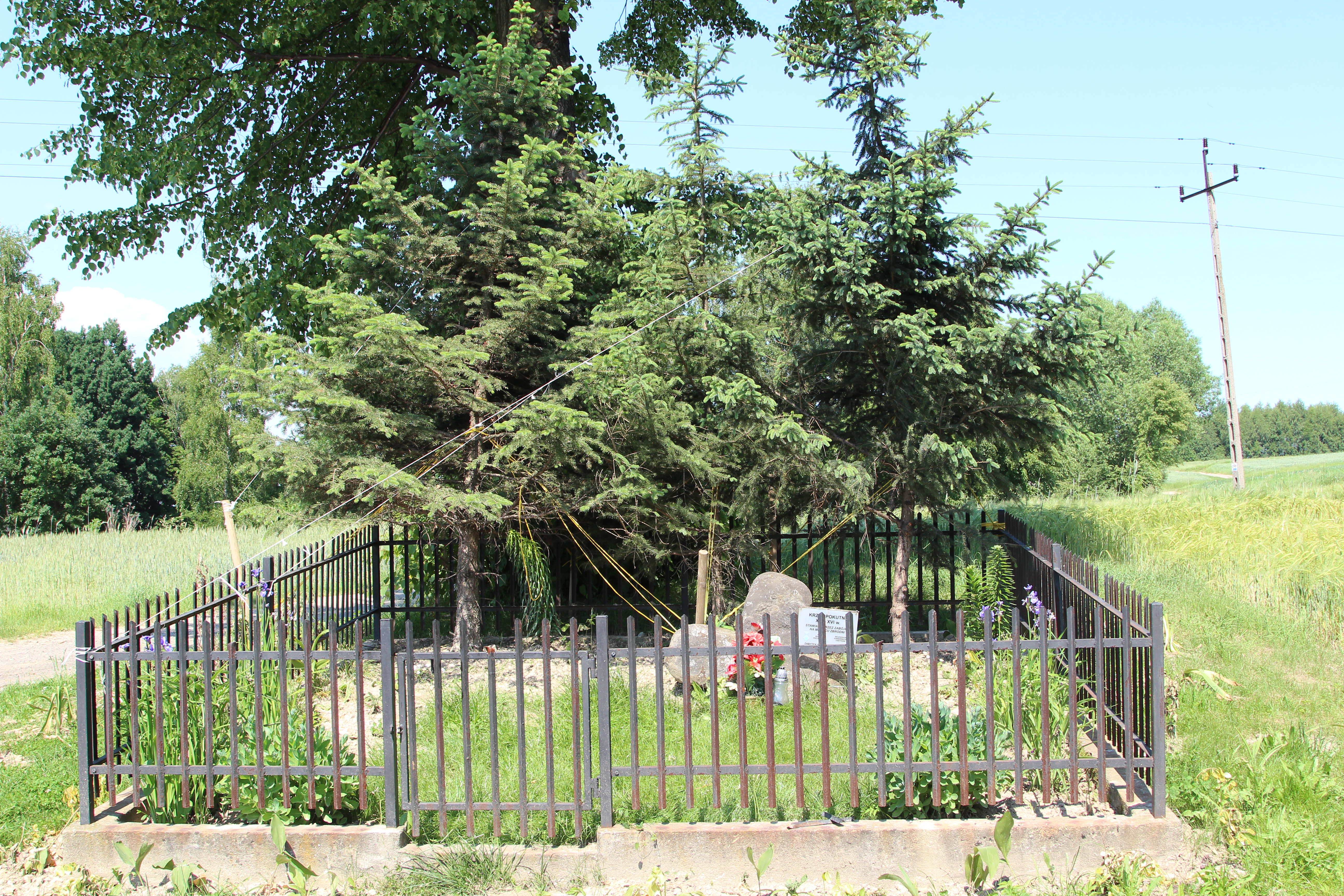
Sühnekreuz in Bachowice

### Mittelalter
Das Gebiet zwischen den Flüssen Skawa im Westen und Skawinka im Osten wurde im Jahr 1274 von Kleinpolen abgetrennt und ans Herzogtum Oppeln angeschlossen. Das Herzogtum Oppeln wurde 1281 nach dem Tod von Wladislaus I. von Oppeln geteilt. Ab 1290 gehörte das Dorf zum Herzogtum Teschen. Das Dorf wurde in einem Dokument von Mieszko I im Jahr 1297 als Bachowice erstmals urkundlich erwähnt. Der Name ist patronymisch abgeleitet vom Vornamen Bach (möglicherweise deutscher Herkunft, oder mit den Namen beginnenden mit Ba-, wie Bartłomiej, verwendet) mit dem typischen westslawischen Suffix -(ow)ice. Kurt Lück vermutete, dass das Dorf deutsche Siedler gehabt haben könnte. In einem deutschsprachigen Dokument des Königs Wenzel IV. aus Prag wurde es im Jahr 1400 als Bachwicz erwähnt.
Seit 1315 gehörte es zum Herzogtum Auschwitz, das ab 1327 unter Lehnsherrschaft des Königreichs Böhmen war. Seit 1445 gehörte es zum Herzogtum Zator, dieses wurde im Jahr 1494 an Polen verkauft. Anschließend wurde das Herzogtum Auschwitz-Zator im Jahr 1564 völlig dem Königreich Polen angeschlossen, als Kreis Schlesien der Woiwodschaft Krakau der polnisch-litauischen Adelsrepublik (ab 1569). Um das Jahr 1600 hatte das Dorf über 200 Einwohner.

### Neuzeit
Im Jahr 1488 verkauften die Herzöge von Zator das Dorf an die Familie Myszkowski. In der Zeit der Reformation erwiesen sich die Mitglieder dieser Familie als energische Anhänger des Calvinismus. Im späten 16. und frühen 17. Jahrhundert wurde die örtliche Kapelle zum Sitz einer reformierten Gemeinde.
Bei der Ersten Teilung Polens wurde Bachowice 1772 Teil des neuen Königreichs Galizien und Lodomerien des habsburgischen Kaiserreichs (ab 1804).
1918, nach dem Ende des Ersten Weltkriegs und dem Zusammenbruch der k.u.k. Monarchie, wurde Bachowice wieder Bestandteil von Polen. Unterbrochen wurde dies nur durch die Besetzung Polens durch die Wehrmacht im Zweiten Weltkrieg. Es gehörte dann völkerrechtswidrig zum Landkreis Bielitz im Regierungsbezirk Kattowitz in der Provinz Schlesien (seit 1941 Provinz Oberschlesien), und zwar als eines der Dörfer östlich der Skawa, damals Schaue, die zur Grenze zwischen dem Dritten Reich und dem Generalgouvernement wurde.
Von 1975 bis 1998 gehörte Bachowice zur Woiwodschaft Bielsko-Biała.